# Eristalinus sinabangensis
Eristalinus sinabangensis är en tvåvingeart som först beskrevs av Meijere 1916.  Eristalinus sinabangensis ingår i släktet slamflugor, och familjen blomflugor. Inga underarter finns listade i Catalogue of Life.